# Liste de forts, fortifications, citadelles et places fortes en Asie
Liste de forts, fortifications, citadelles et places fortes en Asie.

## Chine
- La Grande Muraille de Chine
- Lüshunkou
- Fort de Dagu, Tianjin

### Hong Kong
- Fort de Tung Lung
- Fort de Fan Lau
- Fort de Lei Yue Mun
- Fort de Tung Chung

## Corée du Nord
- Zone démilitarisée et 38e parallèle

## Corée du Sud
- Zone démilitarisée et 38e parallèle

## Inde
- Agra Fort
- Bekal Fort
- Bîdâr Fort
- Daulatabad
- Delhi Fort
- Forteresse d'Aguada
- Golconda
- Jaisalmer
- Kalyan Fort
- Kannur Fort ou St Angelo Fort
- Mumbai
- Murud Janjira
- Naldurg
- Panhala
- Pratapgad
- Raigad
- Sindhudurg
- Sinhgad
- Thalasery Fort
- Vishalgad

### Calcutta
- Fort William
- Old Fort Ghaut

## Iran
- Alamut

## Israël et territoires occupés
- Barrière de séparation israélienne
- Massada sur la mer Rouge
- Bellouar (Kochav Ha-Yarden)
- Masada (Metzada en hébreu)
- Forteresse Nimrod (Qalaat Namrud)
- Forteresse Yehiam

## Japon
- Goryōkaku

## Jordanie
- Limes Arabicus
  - Betthorus
  - Qasr Bshir
  - Qasr al-Azraq
  - Qasr al Hallabat
- Châteaux du désert

## Pakistan
- Fort Lahore
- Fort Derawar

## Philippines
- Fort Drum
- Fort Santiago à Manille

## Singapour
- Forteresse de Singapour

## Sri Lanka
- Fort Frederick

## Syrie
- Citadelle d'Alep
- Citadelle de Homs
- Krak des Chevaliers

## Taiwan (République de Chine)
- Kinmen

## Turquie
- Forts des Dardanelles
  - rive occidentale
    - Ertugrui (No 1)
    - Seddulbahir (No 3)
    - Messudieh
    - Yildiz
    - Medjidieh
    - Hamidieh II (No 16)

  - rive orientale
    - Nagara
    - Anadolu (No 24)
    - Hamidieh I (No 19)
    - Dardanos (No 8)
    - Kumkale (No 6)
    - Orhaniye Tepe (No 4)

## Viêt Nam
- Ðiện Biên Phủ